# Matteo Fiorini
Pour les articles homonymes, voir Fiorini (homonymie).
Matteo Fiorini, né le 10 février 1978 à Saint-Marin, est un homme d'État saint-marinais, membre de l'Alliance populaire. Il est capitaine-régent de Saint-Marin avec Gabriele Gatti du 1er octobre 2011 au 1er avril 2012 et avec Enrico Carattoni du 1er octobre 2017 au 1er avril 2018.